# Nikki Sun
Nikki Sun, pseudonimo di Marie Hrabalova (Děčín, 7 luglio 1978), è un'ex attrice pornografica ceca.

## Biografia
Nikki Sun è nata il 7 luglio 1978 a Děčín, una città della Repubblica Ceca, situata a nord della Boemia, vicino al confine tra Repubblica Ceca e Germania.
Nei suoi film è nota soprattutto per le sue profonde penetrazioni anali. 
Ha iniziato nell'industria pornografica all'età di 24 anni, nel film Young Ripe Mellons 4.